# 유응 (자향절후)
유응(劉應, ? ~ ?)는 전한의 제후로, 성양강왕의 증손이다.

## 행적
아버지 유창의 뒤를 이어 자향후(茲鄕侯)에 봉해졌다.
시호를 절이라 하였고, 아들 유우가 작위를 이었다.

## 출전
- 반고, 《한서》 권15하 왕자후표 下

| 선대 아버지 자향경후 유창 | 전한의 자향후 ? ~ ? | 후대 아들 유우 |